# Zadubravlje
Zadubravlje je naseljeno mjesto u Republici Hrvatskoj u sastavu općine Garčin u Brodsko-posavskoj županiji.

## Zemljopis
Zadubravlje se nalaze 7 km jugoistočno od općinskog središta Garčina, susjedna naselja su Trnjani na sjeveru, Trnjanski Kuti na jugu, Bicko Selo na istoku te Donja Vrba na zapadu.

## Stanovništvo
Prema popisu stanovništva iz 2011. godine Zadubravlje je imalo 912 stanovnika. 
| broj stanovnika | 450   | 494   | 403   | 514   | 565   | 607   | 614   | 681   | 823   | 887   | 872   | 982   | 999   | 1001  | 988   | 912   | 750   |
|                 | 1857. | 1869. | 1880. | 1890. | 1900. | 1910. | 1921. | 1931. | 1948. | 1953. | 1961. | 1971. | 1981. | 1991. | 2001. | 2011. | 2021. |

## Šport
- NK Dubrava, nogometni klub

## Vanjske poveznice
- Stranice Općine Garčin/ Naselje Zadubravlje  Arhivirana inačica izvorne stranice od 10. siječnja 2010. (Wayback Machine)